# 西礁西岛

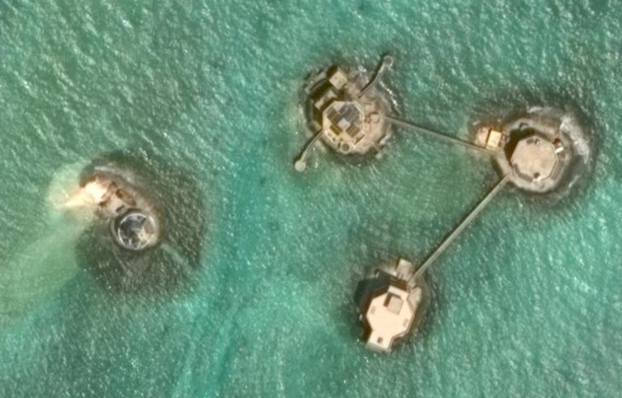
西礁西岛

西礁西岛 , 越南稱「西石B岛」( 越南语：Đảo Đá Tây B／島𥒥西B )，南海岛礁之一，地理位置为北纬8°50.7′、东经112°11.7′。
该岛由两座永久性房屋和一座多功能文化屋组成，于2013年1月竣工，通过混凝土桥连接。岛西有一座灯塔，建于1994年。
2020年4月19日，中华人民共和国民政部官网上公布了中国南海部分岛礁的标准名称，西礁西岛为其中之一。